# Jedynka hiperboliczna
Jedynka hiperboliczna – tożsamość hiperboliczna postaci:
{\displaystyle \cosh ^{2}x-\sinh ^{2}x=1}
spełniona dla każdej rzeczywistej lub zespolonej wartości x.

## Dowód

### Sposób 1
Jak wiemy:
{\displaystyle \sinh x={\frac {e^{x}-e^{-x}}{2}},}
{\displaystyle \cosh x={\frac {e^{x}+e^{-x}}{2}},}
stąd:
{\displaystyle {\begin{aligned}&\cosh ^{2}x-\sinh ^{2}x\\=\ &\left({\frac {e^{x}+e^{-x}}{2}}\right)^{2}-\left({\frac {e^{x}-e^{-x}}{2}}\right)^{2}\\=\ &\left({\frac {e^{x}+e^{-x}}{2}}-{\frac {e^{x}-e^{-x}}{2}}\right)\cdot \left({\frac {e^{x}+e^{-x}}{2}}+{\frac {e^{x}-e^{-x}}{2}}\right)\\=\ &\left({\frac {e^{x}+e^{-x}+(-e^{x})+e^{-x}}{2}}\right)\cdot \left({\frac {e^{x}+e^{-x}+e^{x}-e^{-x}}{2}}\right)\\=\ &{\frac {2e^{-x}}{2}}\cdot {\frac {2e^{x}}{2}}\\=\ &e^{-x}\cdot e^{x}=1,\end{aligned}}}
c.b.d.o.

### Sposób 2
Skorzystamy ze:
- związku między funkcjami hiperbolicznymi a trygonometrycznymi

{\displaystyle \cosh x=\cos(ix),}
{\displaystyle \sinh x=-i\sin(ix),}
- jedynki trygonometrycznej słusznej dla każdej liczby zespolonej,

stąd:
{\displaystyle {\begin{aligned}&\cosh ^{2}x-\sinh ^{2}x\\=\ &\cos ^{2}(ix)-\left(-i\sin(ix)\right)^{2}\\=\ &\cos ^{2}(ix)-(-i)^{2}\cdot \sin ^{2}(ix)\\=\ &\cos ^{2}(ix)-(-1)^{2}i^{2}\cdot \sin ^{2}(ix)\\=\ &\cos ^{2}(ix)-i^{2}\sin ^{2}(ix)\\=\ &\cos ^{2}(ix)+\sin ^{2}(ix)\\=\ &1,\end{aligned}}}
c.b.d.o.